# Poza de la Vega
Poza de la Vega é um município da Espanha na província de Palência, comunidade autónoma de Castela e Leão, de área 24,23 km² com população de 250 habitantes (2004) e densidade populacional de 11,02 hab/km².

## Demografia
| Variação demográfica do município entre 1991 e 2004 | Variação demográfica do município entre 1991 e 2004 | Variação demográfica do município entre 1991 e 2004 | Variação demográfica do município entre 1991 e 2004 |
| --------------------------------------------------- | --------------------------------------------------- | --------------------------------------------------- | --------------------------------------------------- |
| 1991                                                | 1996                                                | 2001                                                | 2004                                                |
| 317                                                 | 290                                                 | 279                                                 | 267                                                 |